# Patointeligencja
Patointeligencja – singiel polskiego rapera Maty. Wydawnictwo, w formie digital download ukazało się 11 grudnia 2019 roku na kanale SBM Label. Tekst utworu został napisany przez Michała Matczaka.

## Nagrywanie
Utwór wyprodukowany przez Trooh Hippiego został zarejestrowany w studiu NoBoCoTo Studio. Za reżyserię teledysku odpowiada Gabriel Szałyga oraz Mariusz Stykała.

## Przyjęcie
Singiel zdobył popularność zdobywając ponad 1,5 miliona wyświetleń w 2 dni od publikacji na platformie YouTube.
Nagranie osiągnęło status diamentowej płyty.
Treść utworu, dotycząca ukrytego życia uczniów prestiżowych liceów sprawiła, że według Jarka Szubrychta Mata stał się natychmiast jednym z głosów nowego pokolenia.

### Patointeligencja w mediach
Treść utworu była komentowana w ogólnopolskich mediach, głównie ze względu na tekst piosenki, opisujący zachowania dzieci i młodzieży z dobrych domów, m.in. zażywanie substancji psychoaktywnych, w tym twardych narkotyków i uzależnienia od nich; ustawiczne picie alkoholu w szkole, w tym w czasie lekcji; rekrutacje na najlepsze światowe uczelnie; samobójstwa czy nieplanowane nastoletnie ciąże.
Mata został doceniony poprzez umieszczenie jego twórczości w playliście oraz na okładce Tidal Rising Global.

### Reakcja liceum Batorego
Utwór wywołał kontrowersje, spotykając się z krytyką m.in. dyrekcji liceum Batorego z uwagi na wykorzystanie wizerunku szkoły w teledysku do piosenki. Z kolei Stowarzyszenie Wychowanków Gimnazjum i Liceum im. Stefana Batorego w Warszawie w wydanym oświadczeniu zwróciło uwagę na pozytywny aspekt podjęcia dyskusji wokół ważnego problemu w reakcji na twórczość jednego z absolwentów liceum.

### Materiał TVP
Utwór został wykorzystany przez dziennikarzy Telewizji Polskiej do krytyki polskich sędziów (także ojca rapera, wspierającego stronę sędziowską) w reportażu Bunt „sędziowskiej kasty”, którego autorem był Konrad Wąż, wyemitowanym 15 grudnia 2019 w głównym wydaniu Wiadomości (TVP1).

## Personel
- Michał Matczak – słowa, rap
- Trooh Hippi – produkcja muzyczna
- Gabriel Szałyga, Mariusz Stykała – reżyseria teledysku[2]